# کوهی تاناکا
کوهی تاناکا (ژاپنی: 田中 康平؛ زادهٔ ۱۱ دسامبر ۱۹۸۵) یک بازیکن فوتبال اهل ژاپن است.
از باشگاه‌هایی که در آن بازی کرده‌است می‌توان به باشگاه فوتبال کاشیما آنتلرز، باشگاه فوتبال مونتدیو یاماگاتا، باشگاه فوتبال وگالتا سندای و باشگاه فوتبال ریوکیو اشاره کرد.